# 蔡鸿仪
蔡鸿仪字嵋青，又字眉青，浙江四明人（今属宁波），清朝末年商人。光绪年间在上海创办蔡同德堂。工部郎中衔，李鸿章的幕僚。

## 生平
早年读私塾时对神农尝遍百草很感兴趣，于是对中医药学着迷。其父名蔡砚台，在汉口经营纺织业，蔡鸿仪初继承父亲事业，又创“纬成织布局”，后于清光绪五年（1879年）自己创办药号。上海开埠通商后，蔡鸿仪认为上海地理位置优越，潜力巨大，于是将药号迁址上海。
清光绪八年（1882年）农历九月初八（10月11日），蔡鸿仪取《泰誓》中“同心同德”，冠以自家氏姓，在上海创立“蔡同德堂”药号，专门经营药材，是当时中国开创最早、规模最大中药老字号。药号位于当时上海英租界内，今为上海河南中路、南京路附近。店面建筑规模宏大，有六进深，当时有上海童谣唱道：“蔡氏同德堂，高高墙头像祠堂”，说的就是蔡同德堂。又以“地道国药”，“精致加工”为制药口号。

## 代表著作
- 今存堂簿《蔡同德堂丸散膏丹全录》，录有十五个医药门类，载有医方482种。
- 《蔡同德堂丸散膏丹全录》，集晚晴中医中成药制剂的大成[6]。